# Acyrthosiphon ericetorum
Acyrthosiphon ericetorum är en insektsart som beskrevs av Hille Ris Lambers 1959. Acyrthosiphon ericetorum ingår i släktet Acyrthosiphon och familjen långrörsbladlöss. Inga underarter finns listade i Catalogue of Life.